# (4555) Josefaperez
(4555) Josefaperez est un astéroïde de la ceinture principale.

## Description
(4555) Josefaperez est un astéroïde de la ceinture principale. Il fut découvert le 24 août 1987 à l'observatoire Palomar par Stephen Singer-Brewster. Il présente une orbite caractérisée par un demi-grand axe de 2,26 UA, une excentricité de 0,20 et une inclinaison de 7,4° par rapport à l'écliptique.

## Compléments